# Hansa-Bauprogramm
Das Hansa-Bauprogramm war ein während des Zweiten Weltkriegs aufgelegtes Serienbauprogramm von Einheitsfrachtschiffstypen, das auf deutschen und mehreren anderen Werften in europäischen Staaten, die Deutschland während des Krieges besetzt hielt, durchgeführt wurde, um kriegsbedingte Schiffsverluste deutscher Reedereien aufzufangen.

## Geschichte
Am 23. Juni 1942 wurde von den acht Bremer und Hamburger Reedereien Bock, Godeffroy & Co., DDG „Hansa“, Deutsche Afrika Linien, John T. Essberger, Hamburg Amerika Linie, Hamburg Süd, Norddeutscher Lloyd, Schulte & Bruns und Rob. M. Sloman die Schiffahrt Treuhand G.m.b.H. mit dem Ziel gegründet, den vertraglichen und finanziellen Rahmen des Programms zu entwickeln. Hierzu mussten die nötigen Materialien, wie zum Beispiel 420.000 Tonnen Stahl geordert, oder die Fragen der Bauaufsicht abgeklärt werden.
Es wurden drei Schiffstypen (Hansa Typ A, Hansa Typ B, Hansa Typ C) im Hansa Programm gebaut, die vorwiegend für die zugänglich gebliebenen Fahrtgebiete der Nord- und Ostsee konzipiert wurden. Für jeden Typ wurde eine sogenannte „Vorbauwerft“ bestimmt, nach deren Entwurf die Serienbauten zu bauen wären. Dieses waren die Deutsche Werft, Hamburg für den kleinsten Typ und der Bremer Vulkan für den mittleren Typ. Der große Typ wurde von der Deutschen Werft entwickelt, aber von F. Schichau in Danzig als Vorbauwerft erstellt. Insgesamt entstanden 65 Stückgutschiffe zwischen 1942 und 1945, welche aufgrund der Rohstoffknappheit aus dem für den Schiffbau eigentlich zu spröden Thomasstahl gebaut und aus demselben Grund mit damals im deutschen Schiffbau schon unüblichen kohlebefeuerten Dampfkessel und Kolbendampfmaschinen ausgerüstet waren. Trotz dieses Mankos waren einige Exemplare, umgebaut auf Ölfeuerung der Kessel, bis in die späten 1970er Jahre in Fahrt.

## Daten der verschiedenen Typen
| Hansa Einheitsfrachtschiffe         | Hansa Einheitsfrachtschiffe       | Hansa Einheitsfrachtschiffe       | Hansa Einheitsfrachtschiffe       |
| Daten                               | Hansa Typ A                       | Hansa Typ B                       | Hansa Typ C                       |
| ----------------------------------- | --------------------------------- | --------------------------------- | --------------------------------- |
| Klassenzeichen                      | Germanischer Lloyd +100A4 E, +MC  | Germanischer Lloyd +100A4 E, +MC  | Germanischer Lloyd +100A4 E, +MC  |
| Vermessung                          | 2.000 BRT                         | 2.800 BRT                         | 5.300 BRT                         |
| Tragfähigkeit                       | 3.000 Tonnen                      | 5.000 Tonnen                      | 9.000 Tonnen                      |
| Länge über Alles                    | 91,50 m                           | 109,50 m                          | 134,00 m                          |
| Breite                              | 13,50 m                           | 15,50 m                           | 17,37 m                           |
| Seitenhöhe                          | 8,20 m                            | 9,30 m                            | 11,20 m                           |
| Tiefgang                            | 5,60 m                            | 6,30 m                            | 7,50 m                            |
| Hauptmaschine                       | Lentz Doppelverbund-Dampfmaschine | Lentz Doppelverbund-Dampfmaschine | Lentz Doppelverbund-Dampfmaschine |
| Anzahl und Durchmesser der Zylinder | 2 × 420 mm + 2 × 900 mm           | 2 × 420 mm + 2 × 900 mm           | 2 × 485 mm + 2 × 1100 mm          |
| Hub                                 | 900 mm                            | 900 mm                            | 1.100 mm                          |
| Leistung                            | 1.200 PS                          | 1.800 PS (mit Abdampfturbine)     | 3.000 PS (mit Abdampfturbine)     |
| Umdrehungen                         | 90                                | 90                                | 90                                |
| Anzahl der Kessel                   | 2 × Flammrohrkessel               | 2 × Flammrohrkessel               | 3 × Wasserrohrkessel              |
| Geschwindigkeit                     | 10 Knoten                         | 11,5 Knoten                       | 11,5 Knoten                       |

## Galerie

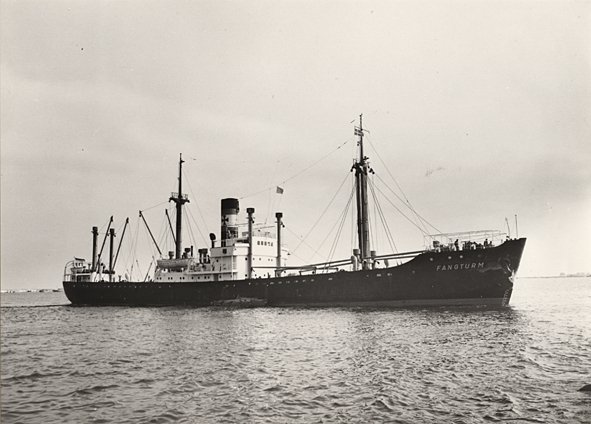
Hansa Typ A
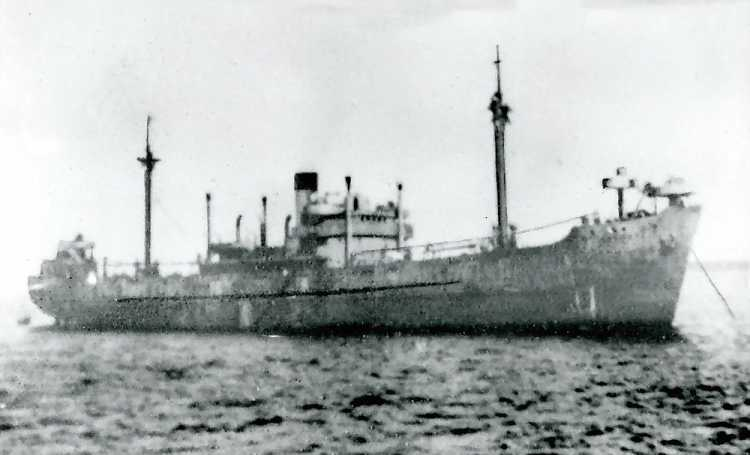
Hansa Typ B
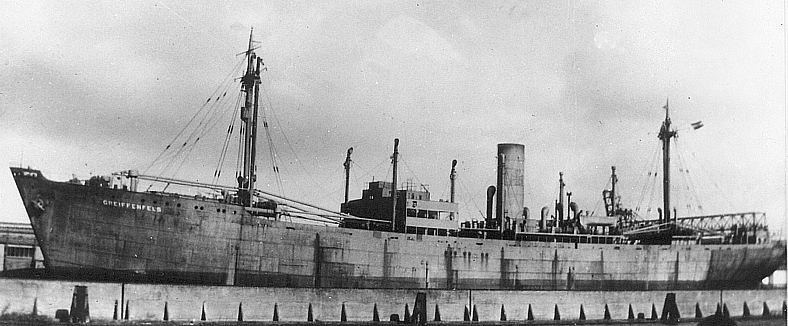
Hansa Typ C